# ティトリス
ティトリス（Titlis, テトリス山とも）は、スイスのオプヴァルデン準州にあるアルプス山脈の山である。標高3238m。オプヴァルデン準州の町エンゲルベルクを見下ろす位置にある。そのエンゲルベルクから山頂直下の展望地まで登山鉄道とロープウェーで結ばれる。氷河をくり抜いた洞窟や雪原につくられた公園がある。ティトリスの、世界初の回転するロープウェーで有名である。このロープウェーは、途中4つの主要な駅（ゲルシュニアルプ、トゥリュプゼー、シュタント、クラインティトリス〈標高3020m〉）を通過し、エンゲルベルク-ティトリス山頂間を接続している。ロープウェイ「ティトリス・エクスプレス」と回転する空中ロープウェイ「ロッテール」がクライン・ティトリス山頂へ結ぶ。
ケーブルカー行程の終点に近い一部は、氷河より高い位置を通過する。クラインティトリスでは、氷窟に入ることができる。

## ギャラリー

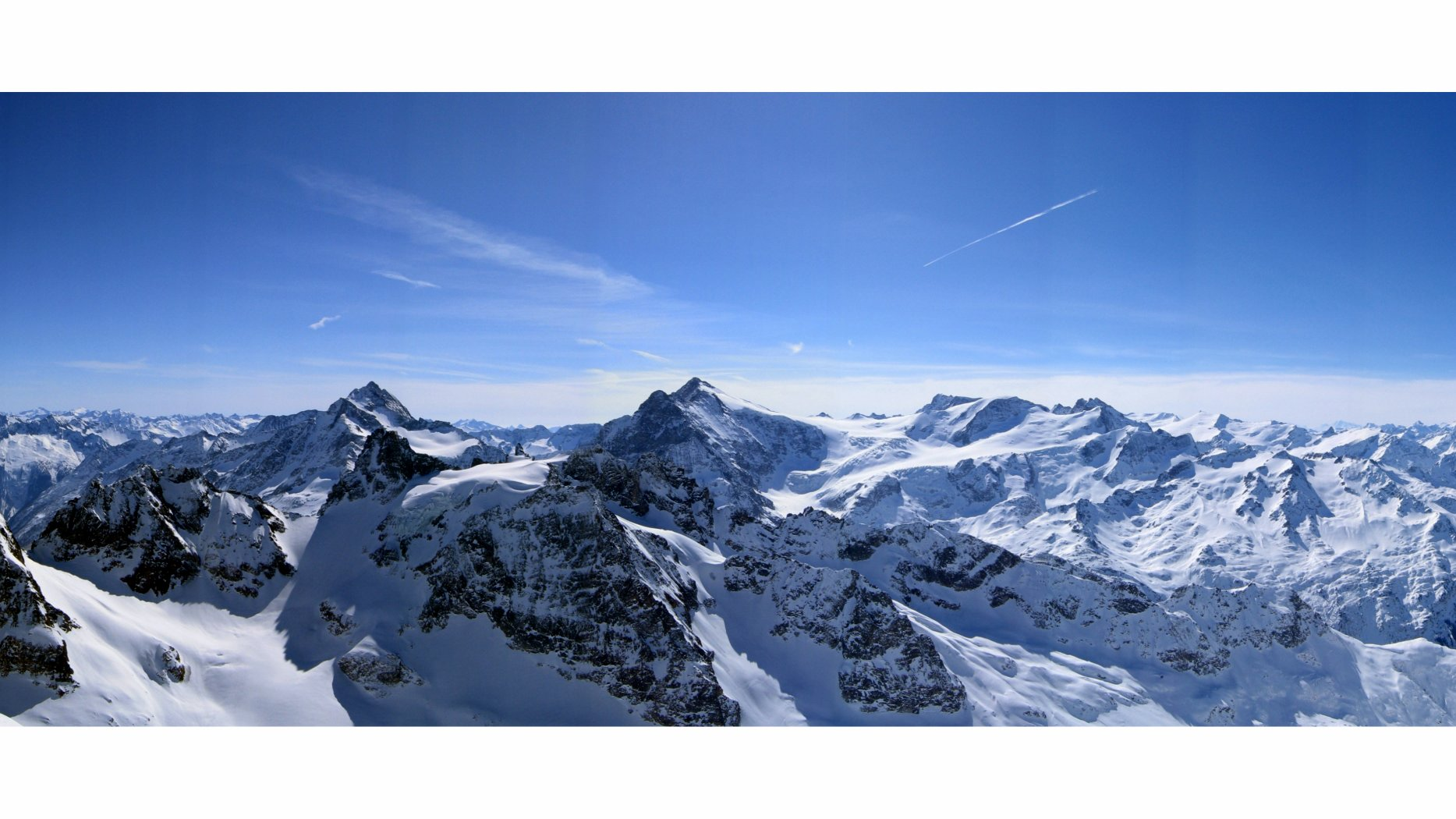
ティトリスから眺めたパノラマ写真
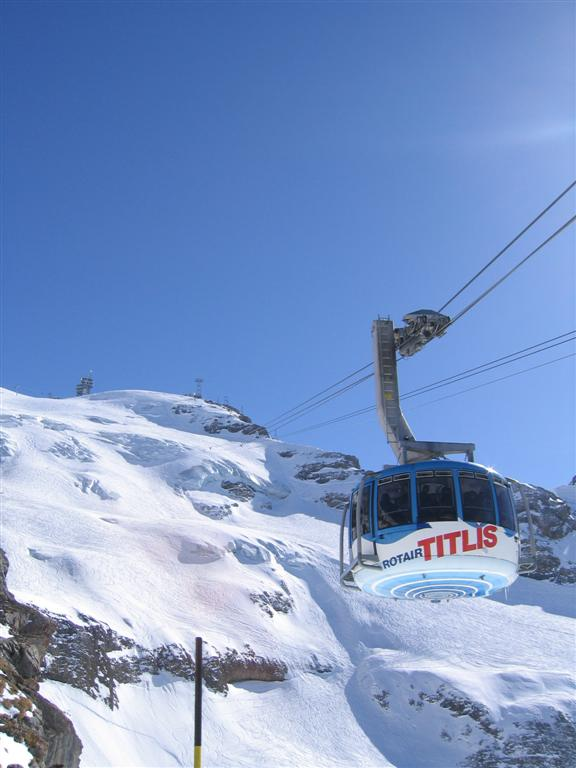
ティトリスの回転ロープウェー
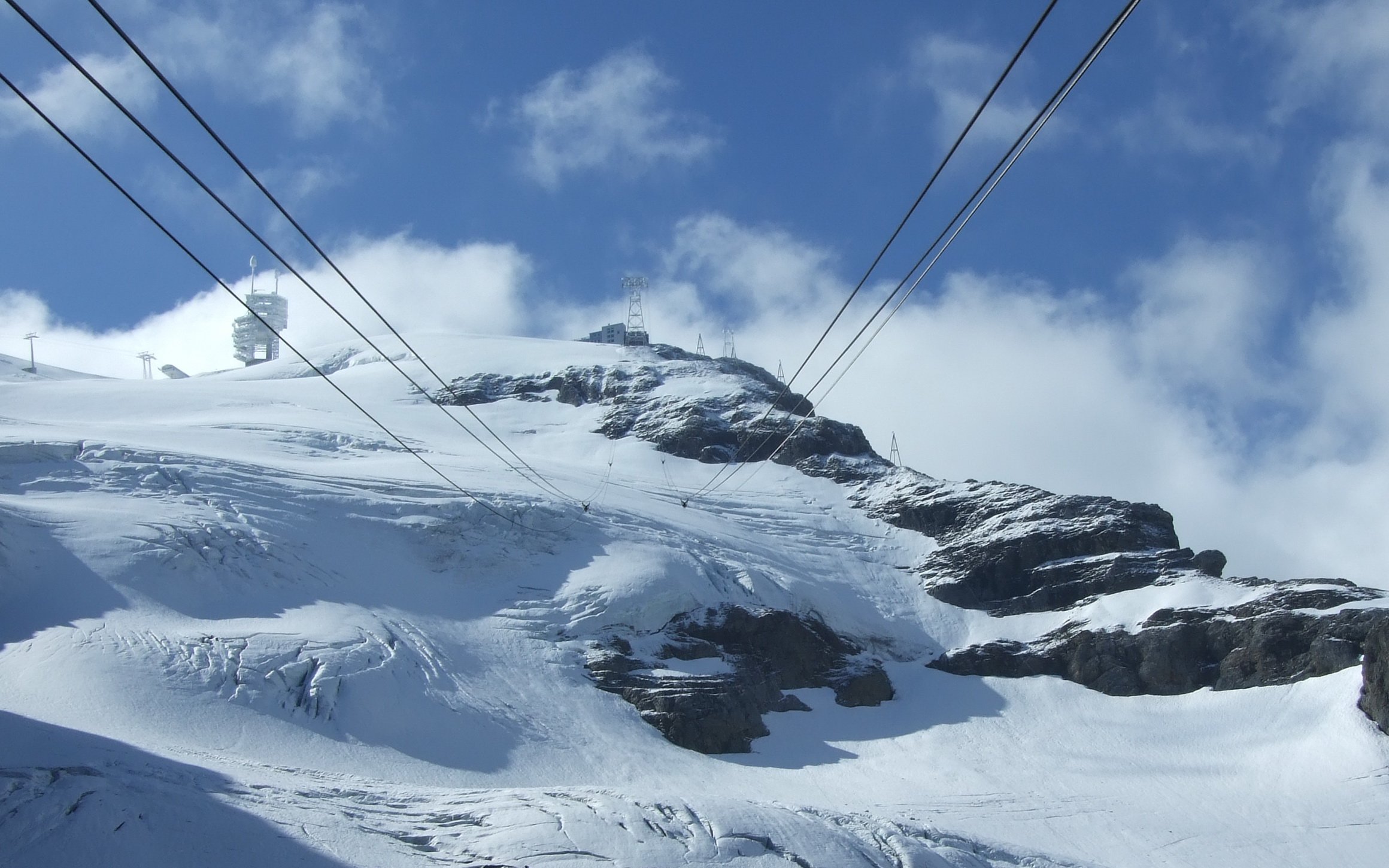
エンゲルベルク-ティトリス・ロープウェイ
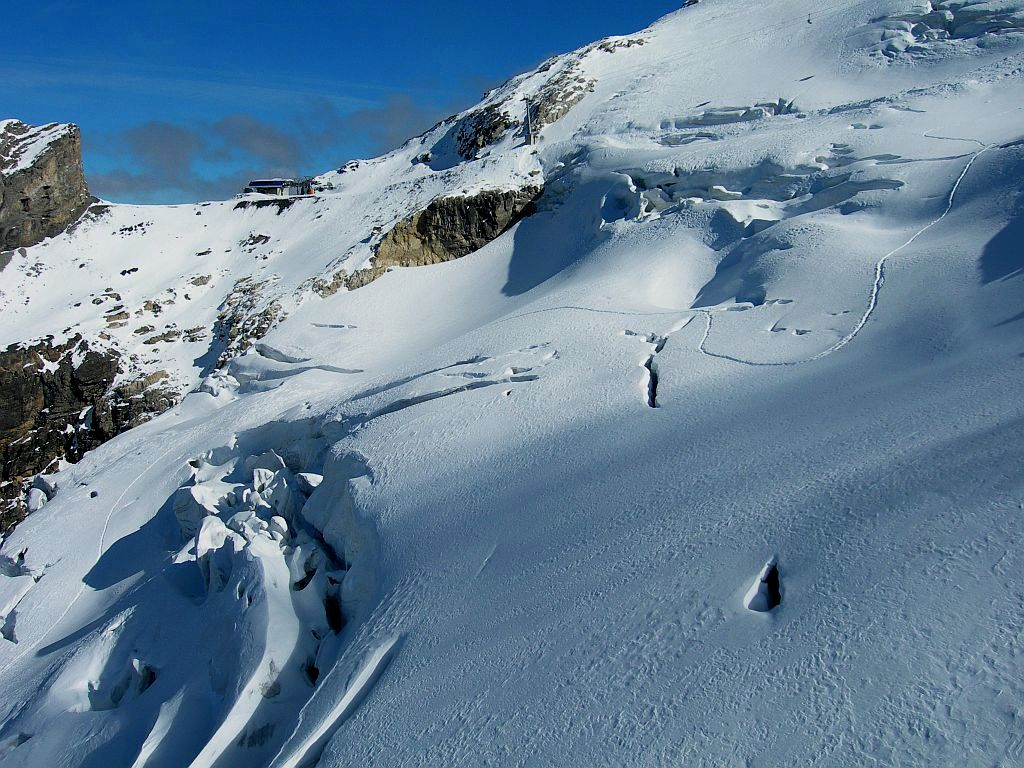
ティトリスの氷河
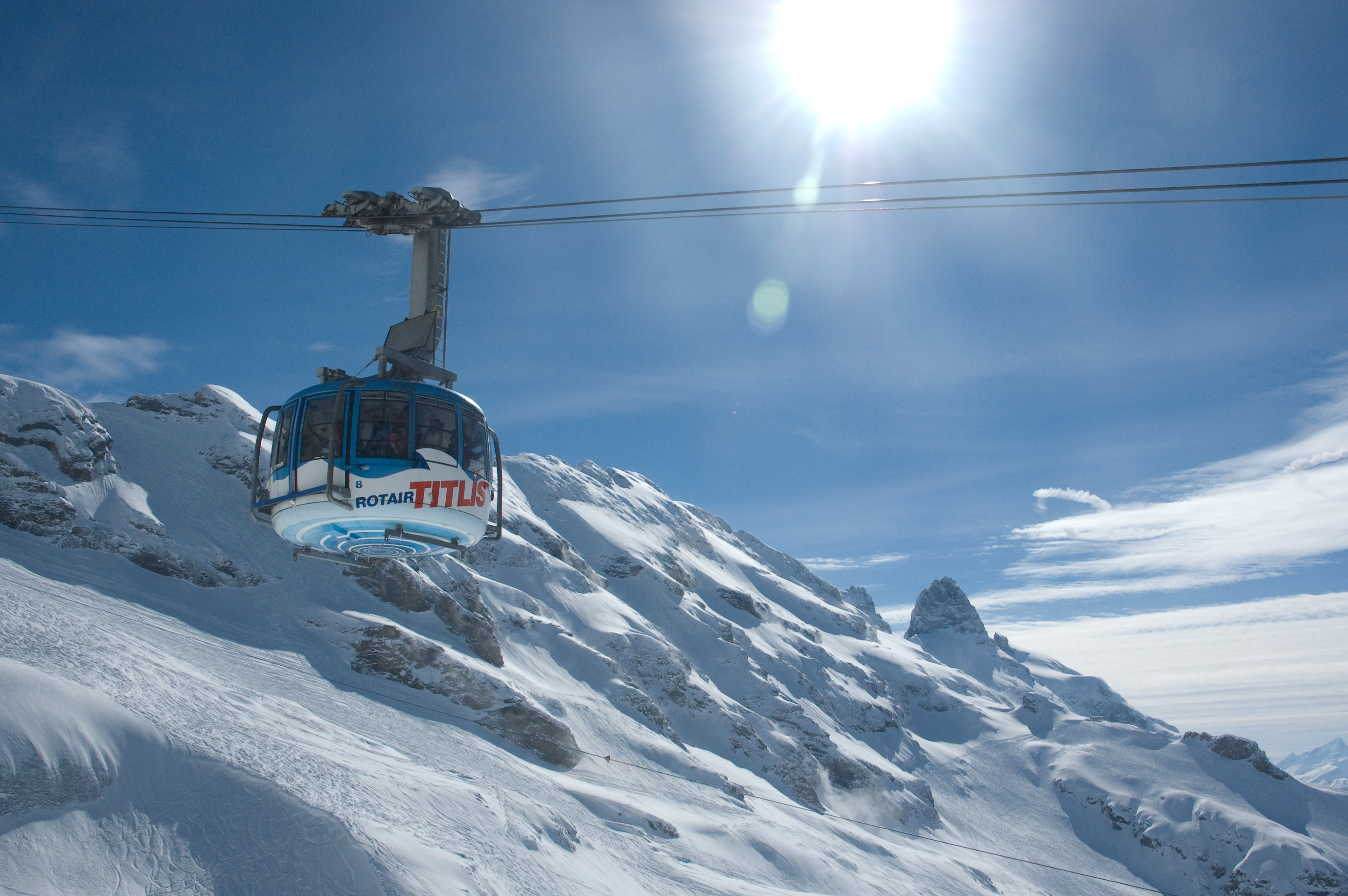
ケーブルカー